# Nell Leyshon
Nell Leyshon (Glastonbury, Reino Unido, 1962) es una escritora británica cuyo trabajo alterna entre prosa, teatro y obra radiofónica. Prestigiosa dramaturga inglesa,referente en el mundo de teatro de Londres y con su novela publicada en 2012 El color de la leche tuvo un gran éxito a nivel internacional.

## Biografía
Nació y creció  en el condado de Somerset, y pasó la mitad de su niñez en Glastonbury, y la otra  en un pueblo pequeño agricultor del Somerset. Tuvo una educación en colegios mixtos y fue a la universidad de arte antes de mudarse a Londres. 

### Trayectoria profesional
Trabajó de Ayudante de Producción y Productora de anuncios de televisión para directores que incluyen a Ridley y Tony Scott trabajos que decidió dejar para pasar un año en España con su novio Dominic. A su regreso, embarazada, Leyshon fue a la Universidad de Southampton y sólo después del nacimiento de su segundo hijo en 1995 empezó a escribir seriamente.
Tras años de haber enseñado a estudiantes adultos que querían regresar a la educación cuando sus hijos eran pequeños, decidió usar sus habilidades de enseñanza para trabajar con comunidades marginadas y, en Labrador, con pueblos aborígenes. Enseñó y fue mentora de la escritura creativa y la interpretación, enfocándose en el desarrollo de habilidades y autoestima y, siempre, con la propia voz original del escritor. Leyshon ha estado enseñando durante 27 años y ha pasado los últimos 17 años especializándose en voces de forasteros. Ha trabajado extensamente con la comunidad de recuperación en prisiones y entornos de salud mental, con la comunidad gitana y ha dirigido muchos cursos de colaboración para la Fundación Arvon.
En 2018 fundó The Outsiders Project, una empresa que da voz a lo inaudito, también se convirtió en fideicomisaria del Globe Theatre de Shakespeare, y ahora es vicepresidenta de Margaret Caseley-Hayford. Pasó 3 años en el Comité de Gestión de la Sociedad de Autores, y forma parte del Consejo Asesor de Alpine Fellowship .
En 2019 ha comenzado The Lockdown Workshops una serie de talleres para compartir su enfoque de la escritura durante el encierro.

## Obra literaria

### Prosa
En mayo de 2004, su primera novela, Black Dirt, fue publicada por la editorial Picador y estuvo en la lista de los premios Orange y fue finalista del Commonwealth Prize. En mayo de 2012, Penguin publicó su tercera novela, El color de la leche. Novela traducida a varios idiomas, ganando el Prix Interallié en Francia, donde también fue preseleccionado para el Prix Femina, y votado como el libro del año en España. En 2015 se publicó su novela más reciente, Memoirs of a Dipper.

### Dramas de radio
Su primera obra de radio, Milk, ganó el premio Richard Imison. Su segundo drama, War Bride, fue finalista del premio Meyer Whitworth .
Las siguientes obras de radio incluyen Glass Eels, Soldier Boy, Writing The Century y Jess, un drama de Woman's Hour sobre la salud mental infantil para menores necesitados.

### Teatro
En 2005 su obra, Comfort me with Apples, ganó un premio Evening Standard Theatre al dramaturgo más prometedor, fue nominada para un premio Laurence Olivier y fue preseleccionada para el premio Susan Smith Blackburn.
Adaptó Don't Look Now de Daphne du Maurier para el Lyceum, Sheffield, que luego se transfirió al Lyric, Hammersmith. 
En 2010, su obra Bedlam fue la primera escrita por una mujer que se presentó en el Shakespeare's Globe.También ha escrito obras de teatro para jóvenes para National Theatre Connections, The Beauty Manifesto y Terra  que fue una pieza de danza y teatro con coreografía de Anthony Missem. Escribió para Royal Theatre Plymouth y la obra The Word, para el grupo RADA Elders.

#### The Outsiders Project
En 2018, Leyshon fundó The Outsiders Project, una empresa que da voz a los no escuchados y marginados a través del trabajo con artistas externos y el apoyo a su creatividad. Trabajan con miembros de la comunidad de Boscombe, y el trabajo se muestra localmente y luego se comparte con un mundo más amplio. El trabajo está diseñado para desarrollar voces auténticas y es de una calidad excepcional.
Su visión es mostrar que las personas marginadas de la sociedad pueden escribir, realizar y crear trabajos al más alto nivel. Apoyan a la comunidad de forasteros para que supere los límites y demuestre que pueden crear un trabajo de excelente calidad y valor.
The Outsiders Project ha producido tres obras para el escenario Vodka Hunte rs, Secret Voices y The Truth About Men, los tres como parte de BEAF - Bournemouth Emerging Arts Fringe Festival 2018 y 2019.
Durante la pandemia de COVID-19 de 2020, lanzaron Tattoo Project  una iniciativa en línea para reunirse, contar historias y encontrar nuevos artistas externos.

### Otros proyectos
En 2014, Leyshon escribió su primer libreto, The River Keeper, para Streetwise Opera, una organización benéfica que trabaja con personas sin hogar.
En 2018 realizó su programa de una sola mujer, Three Letters, en la Royal Shakespeare Company, luego en Edinburgh Fringe, donde se transmitió en BBC Radio 3.

## Obra seleccionada

### Novelas[18]
- Leyshon, Nell (2022).  Editorial Sexto Piso, ed. La escuela de canto. ISBN 978-84-18342-89-9.
- Leyshon, Nell (2019).  Editorial Sexto Piso, ed. El bosque. ISBN 978-84-17517-28-1.
- Leyshon, Nell (2016). El show de Gary. ISBN 978-84-16358-96-0.
- Leyshon, Nell (2015). Memorias de una carterista. Editorial Sexto piso. ISBN 978-92-0-226517-2.
- Leyshon, Nell (2012). Del color de la leche. Editorial Sexto Piso. ISBN 978-84-15601-34-0.
- Leyshon, Nell (2008). Devotion (en en inglés). ISBN 0330426419.
- Leyshon, Nell (2004). Black Dirt (en en inglés). Picador. ISBN 1447218957.

### Dramas de radio
- La granja (2002) ( BBC Radio 4 )
- Leche (2002) (BBC Radio 4)
- Anguilas de cristal (2003) (BBC Radio 4)
- El campo de casa (2003) ( BBC Radio 3 )
- La casa en los árboles (2004) (BBC Radio 4)
- Soldier Boy (2005) (BBC Radio 4)
- Suciedad negra (BBC Radio 3)
- Novia de guerra (2008) (BBC Radio 4)
- Hijos (2009) (BBC Radio 4)
- El telón de acero (2011) ( BBC Radio 4, Women´s Hour )
- El color de la leche (2013) (BBC Radio 4)
- Jess's Story, Niños necesitados, BBC Radio 4
- Tres letras (BBC Radio 3)

### Teatro
- La granja
- Leche
- Consuélame con Apples Hampstead Theatre
- Don't Look Now (adaptado de la historia de Daphne du Maurier ), Lyric Theatre (Hammersmith)
- El Manifiesto de la Belleza
- La ópera de River Keeper Streetwise
- Anguilas de cristal
- Bedlam, el globo de Shakespeare
- Invierno, Teatro Terranova y Labrador
- The Word, grupo de ancianos RADA
- Barro, Gran Teatro Nacional Perú
- Terra, Conexiones del Teatro Nacional
- Tres cartas, Royal Shakespeare Company

## Premios y reconocimientos
- Con su primera novela, Black Dirt (2004), fue candidata al Orange Prize for Fiction, acumula en su palmarés galardones como el Premio Evening Standard Theatre.

- Bedlam ha sido la primera obra escrita por una mujer para el Shakespeare’s Globe Theatre.

- Primer premio en Literatura Inglesa universidad de Southampton
- Premios dedicados al teatro como el  Richard Imison o el Evening Standard.
- Con  El color de la leche obtuvo el Premio  Interallié en Francia donde también fue preseleccionada para el Premio Femina, Reconocimiento como Libro del Año 2014 por el Gremio de Libreros de Madrid.